# Леди Смерть (мультфильм)
«Леди Смерть» (англ. Lady Death) — американский полнометражный анимационный фильм 2004 года, основанный на комиксах про Леди Смерть.  Премьерный показ фильма состоялся на фестивале Comic-Con в 2004 году. Фильм был выпущен на DVD 9 октября 2004 года, а также показывался на телеканале Anime Network.

## Сюжет
Действие фильма начинается в Швеции XV века. Молодая девушка Хоуп (англ. Hope), дочь жестокого феодала Маттиаса (англ. Matthias), узнаёт, что на самом деле её отец — маскирующийся демон Люцифер. Местный священник поднимает восстание и ведомые им крестьяне захватывают замок. Люцифер исчезает в вихре пламени, оставляя в живых священника и свою дочь. Хоуп приговаривают к сожжению на костре, обвинив её в сговоре с Дьяволом. Через своего подручного, шута Пейгана (англ. Pagan), Люцифер предлагает спасти ей жизнь, если Хоуп согласится подчиняться ему и присоединится к нему в Аду, однако она отвергает такую сделку. Сгорая на костре и потеряв надежду на помощь Бога, Хоуп взывает к своему отцу и переносится в Ад. Дальнейшим планам Люцифера однако не суждено сбыться, вместо союза с ним Хоуп клянётся убить его. В Аду она находит союзника — оружейника Крематора (англ. Cremator), а сама постепенно превращается в могущественную Леди Смерть, после чего герои бросают вызов повелителю Ада.

## Озвучивание
- Леди Смерть/Хоуп — Кристин Отен (en:Christine Auten)
- Люцифер/Маттиас — Майк Клейнхенц (en:Mike Kleinhenz)
- Пейган — Энди МкЭвин (en:Andy McAvin)
- Крематор — Роб Мангл (en:Rob Mungle)
- Асмодей (англ. Asmodeus) — Майк МакРей (en:Mike MacRae)
- Никколо (англ. Niccolo) — Крис Паттон (en:Chris Patton)
- Отец Орбек (англ. Father Orbec) — Двайт Кларк (англ. Dwight Clark)
- Марион (англ. Marion) — Морин МкКалоу (англ. Maureen McCullough)

## Различия между фильмом и комиксом
Сюжет комиксов был адаптирован для создания анимационного фильма. Некоторые события претерпели изменения. В отличие от комикса, цель Леди Смерть в мультфильме не уничтожить всю жизнь на земле, а освободить ад от тирании Люцифера. Вместо призыва демона в мультфильме заклинание Надежды вызывает пару летающих демонов, которые переносят главную героиню в ад, предавая её на суд своего отца. Когда леди Смерть отказывается присоединиться к нему, он выгоняет её.

## Отзывы
Фильм был отрицательно встречен критиками.
Рецензент сайта dvdvisionjapan.com основными недостатками фильма назвал простой, предсказуемый сюжет и посредственное качество анимации, явившееся следствием низкого бюджета. При этом он отметил хорошее качество озвучивания.
В рецензии monstersatplay.com также отмечается предсказуемость диалогов и делается предположение, что фильм ориентирован на 14-летних подростков или поклонников мультфильма Тяжёлый металл 2000. Рецензент отрицательно высказался об анимации «строго телевизионного уровня», но при этом похвалил высокую детализацию заднего плана, хорошее использование цветовой палитры и чёткость линий.
Некоторые рецензенты, в частности портал dvdverdict.com, сравнивали Леди Смерть с оригинальным фильмом Тяжёлый металл 1981 года в пользу последнего: «если вы хотите увидеть горячую цыпочку с мечом, посмотрите „Тяжёлый металл“». 